# دانيلو أربوليدا
دانيلو أربوليدا (مواليد 16 مايو 1995) هو لاعب كرة قدم كولومبي يلعب كمدافع في نادي كاظمة الكويتي.

## روابط خارجية
دانيلو أربوليدا على موقع قاعدة بيانات كرة القدم.إي يو (الإنجليزية)
- دانيلو أربوليدا على موقع Soccerway.com (الإنجليزية)
- دانيلو أربوليدا على موقع عالم كرة القدم.نت (الإنجليزية)
- دانيلو أربوليدا على موقع AS.com (الإسبانية)
- دانيلو أربوليدا على موقع GSA (الإنجليزية)